# Venezuela na Letních olympijských hrách 2004
Venezuela se účastnila Letní olympiády 2004. Zastupovalo ji 48 sportovců (33 mužů a 15 žen) v 15 sportech.

## Medailisté
| Medaile | Jméno             | Sport     | Soutěž                    |
| ------- | ----------------- | --------- | ------------------------- |
| Bronz   | Adriana Carmona   | Taekwondo | Ženy těžká váha nad 67 kg |
| Bronz   | Izrael José Rubio | Vzpírání  | Muži do 62 kg             |